# Michael W. Friedrich
Michael W. Friedrich  ist ein deutscher Biologe und Professor für Mikrobielle Ökophysiologie, Fachbereich Biologie/Chemie, an der Universität Bremen.

## Leben
Friedrich studierte Biologie in Bochum und Tübingen und promovierte (Mikrobiologie) an der Universität Tübingen. Er war Postdoc in Microbial Ecology an der Montana State University, Bozeman, ab 1997 Arbeitsgruppenleiter am Max-Planck-Institut für terrestrische Mikrobiologie. 2001 folgte die Habilitation an der Philipps-Universität Marburg. Seit 2008 ist er Professor an der Universität Bremen.

## Arbeit

### Forschung
Er und seine Arbeitsgruppe beschäftigen sich (Stand 2011) mit der mikrobiellen Ökologie anaerober Atmungsprozesse von Prokaryoten.

### Lehre
Friedrich lehrt in den Biologie-Studiengängen (FB 02 Biologie/Chemie) der Universität Bremen.